# Yamamoto Masaki
Masaki Yamamoto (山本 真希 Yamamoto Masaki, sinh ngày 24 tháng 8 năm 1987 ở Shizuoka) là một cầu thủ bóng đá người Nhật Bản hiện tại thi đấu cho đội bóng tại J. League Division 2 JEF United Chiba.

## Sự nghiệp
Sau khi làm việc với hệ thống trẻ của Shimizu S-Pulse, anh ký bản hợp đồng chuyên nghiệp vào đầu mùa giải 2006. Yamamoto từng đại diện Nhật Bản thi đấu ở nhiều cấp độ kể cả U-20 nhưng chưa bao giờ góp mặt trong đội tuyển quốc gia.

## Thống kê sự nghiệp
Cập nhật đến ngày 10 tháng 12 năm 2017.
| Mùa giải            | Câu lạc bộ          | Giải vô địch        | Số trận      | Bàn thắng    | Số trận               | Bàn thắng             | Số trận       | Bàn thắng     | Số trận | Bàn thắng | Số trận   | Bàn thắng |
| Nhật Bản            | Nhật Bản            | Nhật Bản            | Giải vô địch | Giải vô địch | Cúp Hoàng đế Nhật Bản | Cúp Hoàng đế Nhật Bản | Cúp Liên đoàn | Cúp Liên đoàn | Châu Á  | Châu Á    | Tổng cộng | Tổng cộng |
| ------------------- | ------------------- | ------------------- | ------------ | ------------ | --------------------- | --------------------- | ------------- | ------------- | ------- | --------- | --------- | --------- |
| 2005                | Shimizu S-Pulse     | J1 League           | 4            | 0            | 0                     | 0                     | 3             | 0             | -       | -         | 7         | 0         |
| 2006                | Shimizu S-Pulse     | J1 League           | 1            | 0            | 0                     | 0                     | 0             | 0             | -       | -         | 1         | 0         |
| 2007                | Shimizu S-Pulse     | J1 League           | 0            | 0            | 0                     | 0                     | 1             | 0             | -       | -         | 1         | 0         |
| 2008                | Shimizu S-Pulse     | J1 League           | 11           | 2            | 2                     | 1                     | 7             | 1             | -       | -         | 20        | 4         |
| 2009                | Shimizu S-Pulse     | J1 League           | 24           | 1            | 3                     | 0                     | 6             | 1             | -       | -         | 33        | 2         |
| 2010                | Shimizu S-Pulse     | J1 League           | 20           | 2            | 5                     | 0                     | 8             | 0             | -       | -         | 33        | 2         |
| 2011                | Shimizu S-Pulse     | J1 League           | 14           | 0            | 1                     | 1                     | 2             | 0             | -       | -         | 17        | 1         |
| 2012                | Consadole Sapporo   | J1 League           | 25           | 3            | 1                     | 0                     | 2             | 0             | -       | -         | 28        | 3         |
| 2013                | Kawasaki Frontale   | J1 League           | 33           | 2            | 4                     | 0                     | 9             | 0             | -       | -         | 46        | 2         |
| 2014                | Kawasaki Frontale   | J1 League           | 19           | 1            | 1                     | 0                     | 4             | 0             | 6       | 0         | 30        | 1         |
| 2015                | Kawasaki Frontale   | J1 League           | 7            | 0            | 0                     | 0                     | 0             | 0             | -       | -         | 7         | 0         |
| 2016                | JEF United Chiba    | J2 League           | 23           | 1            | 0                     | 0                     | -             | -             | -       | -         | 23        | 1         |
| 2017                | JEF United Chiba    | J2 League           | 23           | 3            | 0                     | 0                     | -             | -             | -       | -         | 23        | 3         |
| Tổng cộng sự nghiệp | Tổng cộng sự nghiệp | Tổng cộng sự nghiệp | 204          | 15           | 17                    | 2                     | 42            | 2             | 6       | 0         | 269       | 19        |